# Ammebrik
En ammebrik (også suttebrik) er en brystvorteformet dække, der kan lægges oven på brystvorten og areola under amning. Der hvor brystvorten passer, er der nogle små huller, hvor igennem modermælken, kan passere. Ammebrikker laves i dag af en blød, tynd og fleksibelt silikone. Før i tiden blev ammebrikker lavet af latex og andre hårdere og tykkere typer af plastik.
Ammebrikker kan bruges hvis:
- Hvis moderen har meget små, flade eller Indadvendte brystvorter, der kan gøre det svært for babyen, at få rigtigt fat på med munden. Ammebrikker kan afhjælpe dette til brystvorten eventuelt senere bliver trukket ud af babyens sutten.
- Hvis moderens brystvorter er blevet ømme eller revnede, kan en ammebrik lægges ovenpå brystvorterne og beskytte dem, indtil de har helet.
- Hvis babyen har svært ved at sutte eller er vant til en kunstig brystvorte på en sutteflaske, kan en ammebrik hjælpe babyen i gang.